# Biserka Cvejić
Biserka Cvejić, rođena Katušić (Krilo-Jesenice, 5. studenoga 1923. – Beograd, 7. siječnja 2021.) bila je srpska operna pjevačica hrvatskog podrijetla.

## Životopis
Djetinjstvo je provela u Belgiji, a pjevanje je učila na beogradskoj Muzičkoj akademiji. Na sceni je debitirala 1950. godine. Od 1951. do 1961. bila je članica Beogradske opere. Godine 1961. stupila je u angažman u Bečkoj državnoj operi gdje je ostvarila 25 uloga i oko 370 nastupa, te dobila naslov komorne pjevačice. Istodobno je od 1975. do 1978., kad se povukla sa scene, bila članica Zagrebačke opere, u kojoj je ostvarila antologijske kreacije Verdijevih Amneris, Azucene i Eboli u Don Carlosu, kao i Bizetove Carmen. Po povlačenju sa scene, dvadeset godina radila je kao pedagog, odnosno kao profesor solo pjevanja na Muzičkoj akademiji Univerziteta umjetnosti u Beogradu.
Bila je pravi verdijanski mezzosopran, a istodobno je s profinjenim osjećajem za stil i savršenim vladanjem jezikom izvanredno tumačila i francuske operne likove. Od 1961. redovito je gostovala u Metropolitanu u New Yorku, koji je bio pozornica njezinih najvećih uspjeha i priznanja. Pjevala je u milanskoj Scali, Areni u Veroni, napuljskom San Carlu, londonskom Covent Gardenu, Boljšoj teatru u Moskvi, Teatru Colon u Buenos Airesu, u Tokiju te drugdje. Lijepim, ujednačenim, snažnim i toplim glasom sigurnih visina, vrhunskom muzikalnošću i izrazitim osjećajem za glazbenu i scensku karakterizaciju s posebnim je uspjehom pjevala i Charlottu u Wertheru, Preziosillu u Moći sudbine, Dalilu, Princezu u Cileinoj Adriani Lecouvreur i Giuliettu u Hoffmannovim pričama. Glas joj je zabilježen na nekoliko studijskih i živih snimaka cjelovitih opera.
Godine 2001. Biserka Cvejić dobila je najviše francusko odličje – Legiju časti.